# Tour du Haut-Var 2012
Il Tour du Haut-Var 2012, quarantaquattresima edizione della corsa e valida come evento del circuito UCI Europe Tour 2012 categoria 2.1, quarta edizione come corsa tappe. Si svolse in due tappe dal 18 al 19 febbraio 2012, su un percorso di circa 394,6 km. Fu vinto dal britannico Jonathan Tiernan-Locke che terminò la gara con il tempo di 10h10'29", alla media di 38,78 km/h.
Al traguardo di Fayence 101 ciclisti conclusero il tour.

## Tappe
| Tappa  | Data        | Percorso                     | km    | Vincitore di tappa     | Leader cl. generale    |
| ------ | ----------- | ---------------------------- | ----- | ---------------------- | ---------------------- |
| 1ª     | 18 febbraio | Draguignan > La Croix-Valmer | 189,2 | Romain Hardy           | Romain Hardy           |
| 2ª     | 19 febbraio | Fréjus > Fayence             | 205,4 | Jonathan Tiernan-Locke | Jonathan Tiernan-Locke |
| Totale | Totale      | Totale                       | 394,6 |                        |                        |

## Squadre e corridori partecipanti
| N.      | Cod. | Squadra                       |
| ------- | ---- | ----------------------------- |
| 1-8     | EUC  | Team Europcar                 |
| 11-18   | GRM  | Team Garmin-Barracuda         |
| 21-28   | ALM  | AG2R La Mondiale              |
| 31-38   | FDJ  | FDJ-BigMat                    |
| 41-48   | BMC  | BMC Racing Team               |
| 51-58   | VCD  | Vacansoleil-DCM               |
| 61-68   | AST  | Astana Pro Team               |
| 71-78   | OGE  | Orica-GreenEDGE               |
| 81-88   | SAX  | Team Saxo Bank                |
| 91-98   | TT1  | Team Type 1-Sanofi            |
| 101-108 | ACC  | Accent Jobs-Willems Veranda's |

| N.      | Cod. | Squadra                     |
| ------- | ---- | --------------------------- |
| 111-118 | COF  | Cofidis, le Crédit en Ligne |
| 121-128 | SAU  | Saur-Sojasun                |
| 131-138 | PRO  | Project 1T4I                |
| 141-148 | BSC  | Bretagne-Schuller           |
| 151-158 | RLM  | Roubaix-Lille Métropole     |
| 161-168 | EDR  | Endura Racing               |
| 171-178 | SPI  | SpiderTech powered by C10   |
| 181-188 | AUB  | Auber 93                    |
| 191-198 | VRU  | Véranda Rideau-Super U      |
| 201-208 | LPM  | La Pomme Marseille          |
| 211-218 | MOV  | Movistar Team               |

## Dettagli delle tappe

### 1ª tappa
- 18 febbraio: Draguignan > La Croix-Valmer – 168,8 km

Risultati
| Pos. | Corridore              | Squadra       | Tempo    |
| ---- | ---------------------- | ------------- | -------- |
| 1    | Romain Hardy           | Bretagne      | 4h47'10" |
| 2    | Clément Koretzky       | Pomme Mars.   | s.t.     |
| 3    | Jonathan Tiernan-Locke | Endura Racing | a 6"     |

| Pos. | Corridore              | Squadra       | Tempo    |
| ---- | ---------------------- | ------------- | -------- |
| 1    | Romain Hardy           | Bretagne      | 4h47'10" |
| 2    | Clément Koretzky       | Pomme Mars.   | s.t.     |
| 3    | Jonathan Tiernan-Locke | Endura Racing | a 6"     |

### 2ª tappa
- 20 febbraio: Fréjus > Fayence – 205,4 km

Risultati
| Pos. | Corridore              | Squadra       | Tempo    |
| ---- | ---------------------- | ------------- | -------- |
| 1    | Jonathan Tiernan-Locke | Endura Racing | 5h23'13" |
| 2    | Julien El Fares        | Type 1-Sanofi | a 1"     |
| 3    | Julien Simon           | Saur-Sojasun  | a 4"     |

| Pos. | Corridore              | Squadra       | Tempo     |
| ---- | ---------------------- | ------------- | --------- |
| 1    | Jonathan Tiernan-Locke | Endura Racing | 10h10'29" |
| 2    | Julien El Fares        | Type 1-Sanofi | a 6"      |
| 3    | Julien Simon           | Saur-Sojasun  | a 9"      |

## Classifiche finali

### Classifica generale
| Pos. | Corridore              | Squadra       | Tempo     |
| ---- | ---------------------- | ------------- | --------- |
| 1    | Jonathan Tiernan-Locke | Endura Racing | 10h10'29" |
| 2    | Julien El Fares        | Type 1-Sanofi | a 6"      |
| 3    | Julien Simon           | Saur-Sojasun  | a 9"      |
| 4    | Romain Hardy           | Bretagne      | a 13"     |
| 5    | Simon Clarke           | GreenEDGE     | a 18"     |
| 6    | Jonathan Hivert        | Saur-Sojasun  | a 20"     |
| 7    | Christophe Le Mével    | Garmin-Sharp  | a 24"     |
| 8    | Maxime Bouet           | AG2R La Mond. | a 28"     |
| 9    | Fredrik Kessiakoff     | Astana        | s.t.      |
| 10   | Pierrick Fédrigo       | FDJ-BigMat    | s.t.      |

### Classifica giovani
| Pos. | Corridore      | Squadra       | Tempo     |
| ---- | -------------- | ------------- | --------- |
| 1    | Romain Hardy   | Bretagne      | 10h10'42" |
| 2    | Thibaut Pinot  | FDJ-BigMat    | a 21"     |
| 3    | Nairo Quintana | Movistar Team | a 23"     |
| 4    | Cameron Meyer  | GreenEDGE     | a 33"     |
| 5    | Romain Bardet  | AG2R La Mond. | a 2'16"   |

### Classifica a squadre
| Pos. | Squadra          | Tempo     |
| ---- | ---------------- | --------- |
| 1    | Saur-Sojasun     | 30h32'44" |
| 2    | FDJ-BigMat       | a 22"     |
| 3    | Orica-GreenEDGE  | a 2'26"   |
| 4    | AG2R La Mondiale | a 2'32"   |
| 5    | Movistar Team    | a 2'36"   |